# Maladera miliouensis
Maladera miliouensis är en skalbaggsart som beskrevs av Keith och Miessen 2009. Maladera miliouensis ingår i släktet Maladera och familjen Melolonthidae. Inga underarter finns listade i Catalogue of Life.